# Quadrangle de Tellus Tessera
Le quadrangle de Tellus Tessera (littéralement : quadrangle de la tessère de Tellus), aussi identifié par le code USGS V-10, est une région cartographique en quadrangle sur Vénus. Elle est définie par des latitudes comprises entre 25° et 50° N et des longitudes comprises entre 60° et 90° E,. Il tire son nom de la tessère de Tellus.